# Scyphellandra virgata
Scyphellandra virgata är en violväxtart som beskrevs av Thw.. Scyphellandra virgata ingår i släktet Scyphellandra och familjen violväxter. Inga underarter finns listade i Catalogue of Life.